# Bataille de Zabadani (janvier 2012)
Pour les articles homonymes, voir bataille de Zabadani.
Guerre civile syrienne
Batailles
La bataille de Zabadani est un évènement de la guerre civile syrienne qui se déroule en janvier 2012 et verra le contrôle de la ville échapper aux forces gouvernementales au profit des forces rebelles.

## Déroulement
La bataille débute lorsque la ville est prise d'assaut par l'armée le 7 janvier 2012. Cette opération militaire fait suite à des manifestations antigouvernementales dans la ville et dans la province de Damas. D'après des opposants, cette opération militaire aurait coûté la vie à 12 personnes dont 3 enfants.
Le 13 janvier, l'armée prend à nouveau la ville d'assaut,  mais elle est repoussée par des éléments de l'armée syrienne libre. Au soir, l'armée syrienne contrôle des positions dans la banlieue de la ville, des vidéos montrent des insurgés patrouiller dans les rues désertes de la ville.
Le 18 janvier, un cessez-le-feu est signé entre les deux parties. Il a aussi été convenu que l'armée syrienne se retirerait de la ville et que les insurgés quitteraient les rues. Une grande figure de l'opposition, Kamal Al-Labwani, déclare : « je pense que la résistance forte et les défections parmi les forces attaquantes ont forcé le régime à venir aux pourparlers ». D'après lui, au moins 30 soldats ont été tués durant les combats.
Le 20 janvier, l'armée syrienne se retire de Zabadani. Il s'agit de la première ville syrienne à tomber entièrement aux mains de la rébellion.
Le 30 janvier, un insurgé est tué par l'armée, ce qui  viole le cessez-le-feu ; mais en fin de journée, bien que la tension fût palpable, la situation était calme.
Un commandant des Gardiens de la Révolution iraniens dira plus tard que les forces du Hezbollah ont participé aux combats à Zabadani.